# 언어지리학
언어지리학(言語地理學)은 한 언어 안의 방언적 변이나 친근한 언어들 사이의 변이를 지도 위에 표시함으로써, 각 변의 동태적 관계를 지리적, 사회적, 문화적 측면에서 파악하려는 언어학의 한 분야이다. 방언지리학이라고도 한다.

## 같이 보기
- 방언연속체
- 언어정책
- 언어지도
- 언어동조대